# Lydia Morgenstern
Lydia Morgenstern (* 2. Januar 1989 in Karl-Marx-Stadt) ist eine deutsche Synchronsprecherin. Bekanntheit erlangte sie vor allem durch die Vertonung der Akane Suzumiya in Die Ewigkeit, die du dir wünschst.

## Karriere
Lydia Morgenstern sprach schon in vielen Produktionen mit. 2004 synchronisierte sie in den Ateliers des Berliner Synchronstudios „Elektrofilm“ in den Anime-Serien Die Ewigkeit, die du dir wünschst und Gunslinger Girl zwei Hauptrollen, Akane und Claes. Es folgten weitere Rollen im Anime-Bereich, wie zum Beispiel in der Abenteuer-Serie Utawarerumono als Yuzuha, in dem Magical-Girl-Drama Madoka Magica als Titelheldin Madoka Kaname, in dem Science-Fiction-Anime Gundam 00 als Nena Trinity, in dem Roadmovie El Cazador de la Bruja als Rita, in der OVA Roujin Z als Nobuko Oe und in Makoto Shinkais Children Who Chase Lost Voices als Seri. Bekannte Rollen von ihr sind u. a. Marinette Dupain-Cheng/Ladybug aus Miraculous – Geschichten von Ladybug und Cat Noir und das Pony Applejack aus My Little Pony – Freundschaft ist Magie.
Morgenstern lieh vielen US-amerikanischen Schauspielerinnen ihre Stimme, darunter Emmy Clarke, Zoë Belkin und Vanessa Marano.
Ihre jüngere Schwester ist die Synchronsprecherin Friedel Morgenstern.

## Synchronarbeiten
Maia Mitchell
- 2013–2018: The Fosters … als Callie Jacob/Callie Adams Foster
- 2019–2024: Good Trouble … als Callie Adams Foster
- 2019: The Last Summer … als Phoebe
- 2021: Hot Summer Nights … als Amy

Zoey Deutch
- 2014: Vampire Academy … als Rose Hathaway
- 2017: Rebel in the Rye … als Oona O’Neill
- 2017: Wenn du stirbst, zieht dein ganzes Leben an dir vorbei, sagen sie … als Samantha Kingston
- 2018: Set It Up … als Harper
- 2019: Zombieland: Doppelt hält besser … als Madison

Katherine Langford
- 2017–2020: Tote Mädchen lügen nicht … als Hannah Baker
- 2018: Love, Simon … als Leah Burke
- 2019: Knives Out – Mord ist Familiensache … als Meg Thrombey
- seit 2020: Cursed – Die Auserwählte … als Nimue
- 2020: Zerplatzt … als Mara

Saoirse Ronan
- 2017: Lady Bird … als Lady Bird McPherson
- 2018: Maria Stuart, Königin von Schottland … als Maria Stuart
- 2020: Little Women … als Jo March
- 2020: Ammonite … als Charlotte Murchison
- 2022: See How They Run … als Constable Stalker

Vanessa Marano
- 2000–2006: Malcolm mittendrin … als Gina (Episode „Malcolm verteidigt Reese“) (Staffel 7)
- 2001–2005: Six Feet Under – Gestorben wird immer … als Tate Paquese (Episode „4 & 7“) (Staffel 5)
- 2005: Grey’s Anatomy … als Holly Wheeler (1 Episode)
- 2007: Gilmore Girls … als April Nardini (Staffel 6–7)
- 2012: Perception … als Riley (1 Episode)
- 2016: Gilmore Girls: Ein neues Jahr … als April (Episode 3)
- 2018: Seattle Firefighters – Die jungen Helden … als Molly (2 Episoden)
- 2018: Daphne & Velma … als Carol
- 2019: Rettet Zoë … als Zoë

### Filme und Serien
- 2005–2009: Monk (als Julie Teeger)
- 2004: Kimi ga Nozomu Eien (als Akane Suzumiya)
- 2004: Gunslinger Girl (als Claes)
- 2005: Einfach Sadie! (als Sadie Hawthorne)
- 2005: Deine, meine & unsere (als Naoko North)
- 2006: Prison Break (als Danielle Curtin)
- 2006: Utawarerumono (als Yuzuha)
- 2006: Aquamarin – Die vernixte erste Liebe (als Claire)
- 2006: Pans Labyrinth (als Ofelia)
- 2006: Psych (als Minka)
- 2007: Rush Hour 3 (als Soo-Yung)
- 2007: Grey’s Anatomy (als Bex Singleton)
- 2007: Malcolm mittendrin (als Gina)
- 2007: Private Practice (als Julie)
- 2008: Boston Legal (als Katey Tanner)
- 2008: Dr. House (als Jordan)
- 2008: Teen Buzz (als Rebecca Harper)
- 2008: Gundam 00 (als Nena Trinity)
- 2008: El Cazador de la Bruja (als Rita)
- 2009: Heroes (als Alice Shaw (jung))
- 2010: Die Geister von Ainsbury (als Sophie)
- 2010: Gossip Girl (als Carmen Fortier)
- 2010: Rizzoli & Isles (als Brenda Thomas)
- 2010–2013: Transformers: Prime (als Miko)
- 2010–2013: Degrassi: The Next Generation (als Adam Torres)
- 2011: Rückkehr ins Haus am Eaton Place (als Eunice McCabe)
- 2011: Breakout Kings (als Teresa)
- 2011: Barbie: Die Prinzessinnen-Akademie (als Portia)
- 2011–2012: The Secret Circle (als Melissa Glaser)
- 2012: Roujin Z (als Nobuko Oe)
- 2012: NYC 22 (als Ruby Harper)
- 2012: Allein unter Jungs (als Emma)
- 2012: Puella Magi Madoka Magica (als Madoka Kaname)
- 2012: Children Who Chase Lost Voices (als Seri)
- 2012: Große Erwartungen (als Clara)
- 2011–2019: My Little Pony – Freundschaft ist Magie (als Applejack)
- 2012–2015: Violetta (als Francesca Cauviglia)
- 2012–2014: Monsuno (als Jinja)
- 2013–2014: Anger Management (als Sam Goodson)
- 2013–2014: Sabrina – Verhext nochmal! (als Sabrina)
- 2013: My Little Pony: Equestria Girls (als Applejack)
- 2013: Dexter (als Niki Walters)
- 2013–2018: Die Thundermans (als Allison)
- 2013: Grimm (als Sarah Mahario)
- 2013: Chosen (als Megan Acosta)
- 2013: Hemlock Grove (als Letha Godfrey)
- 2013–2017, 2019: Orange Is the New Black (als Leanne Taylor)
- 2013–2017: Broadchurch (als Chloe Latimer)
- seit 2014: LEGO Friends (als Olivia)
- 2014: My Little Pony: Equestria Girls – Rainbow Rocks (als Applejack)
- 2014: Paranormal Activity: Die Gezeichneten (als Marisol Vargas)
- 2014: The Lying Game (als Lexi Samuels)
- 2014: Remedy (als Cindi)
- 2014: Salem (als Elizabeth)
- 2014–2017: The Leftovers (als Jill Garvey)
- 2015: Emma, einfach magisch! (als Emma Alonso)
- 2015–2017: Alex & Co.
- 2015–2018: Sense8 (als Riley Blue)
- 2015–2020: Shimmer und Shine (als Shine)
- 2015: Profiling Paris (als Héloise Bastien)
- 2016–2019: The OA (für Brit Marling als Prairie „OA“ Johnson / Nina „Ninny“ Azarova)
- seit 2016: Miraculous – Geschichten von Ladybug und Cat Noir (als Marinette)
- 2017: Haus des Geldes (als Alison Parker)
- 2018–2022: Legends of Tomorrow (als Sara Lance (2. Stimme))
- 2018–2020: Sword Art Online: Alicization (als Alice Zuberg)
- 2018: Candy Jar (als Lona Skinner)
- 2018: The Kissing Booth – Camilla Wolfson … als Mia
- 2018: Letztendlich sind wir dem Universum egal – Debby Ryan … als Jolene
- 2018: Mortal Engines: Krieg der Städte – Sophie Cox … als Clytie Potts
- seit 2019: Navy CIS für Kate Hamilton als Faith Tolliver und für Lilan Bowden als Robin Knight
- 2020: The Kissing Booth 2 – Camilla Wolfson … als Mia
- 2020: The Prom (als Emma Nolan)
- 2020–2023: Star Trek: Picard (als Dahj / Soji)
- 2020–2022: Close Enough (als Emily Ramirez)
- seit 2021: Ginny & Georgia – Antonia Gentry … als Ginny
- seit 2023: Grey’s Anatomy (als Dr. Jules Millin)
- 2023: Miraculous – Ladybug & Cat Noir – Der Film (als Marinette)